# Хом'ячок Лама
Хом'ячо́к Ла́ма (Cricetulus lama) — вид роду Хом'ячок. Проживає тільки в Китаї на території приблизно 20,000 км². Через таксономічну плутанину Cricetulus lama часто включають до виду Cricetulus kamensis. Мешкає в китайському Тибеті, тримаючись високих гірських луків, порослих чагарником заболочених місць і відкритих степів.